# Blaesodactylus boivini
Espèce
Synonymes
- Platydactylus boivini Duméril, 1856
- Platypholis boivini (Duméril, 1856)

Statut de conservation UICN

 VU B1ab(iii) : Vulnérable
Blaesodactylus boivini est une espèce de geckos de la famille des Gekkonidae.

## Répartition
Cette espèce est endémique du Nord de Madagascar.

## Étymologie
Cette espèce est nommée en l'honneur de Louis Hyacinthe Boivin (1808–1852).

## Publication originale
- Duméril, 1856 : Description des reptiles Nouveaux ou imparfaitement connus de la collection du Muséum d'Histoire Naturelle et remarques sur la classification et les caractères des reptiles. Archives du Muséum d'Histoire Naturelle, Paris, vol. 8, p. 437-588 (texte intégral).